# Pellacalyx
Pellacalyx es un género de árboles tropicales con 8 especies pertenecientes a la familia Rhizophoraceae.

## Taxonomía
Pellacalyx fue descrita por Pieter Willem Korthals y publicado en Tijdschrift voor Natuurlijke Geschiedenis en Physiologie 3: 20, en el año 1836. La especie tipo es: Pellacalyx axillaris Kprth.

## Especies
- Pellacalyx axillaris Korth.
- Pellacalyx cristatus Hemsl.
- Pellacalyx lobbii (Hook.f.) Schimp.
- Pellacalyx parkinsonii C.E.C.Fisch.
- Pellacalyx pustulata Merr.
- Pellacalyx saccardianus Scort.
- Pellacalyx symphiodiscus Stapf
- Pellacalyx yunnanensis Hu